# Calligra Words
Calligra Words o Words és un programa de processament de textos gratuït i de codi obert. Pertany a Calligra, el projecte de KDE per a crear un paquet ofimàtic propi.
Disposa d'una interfície intuïtiva, amb especial cura pel disseny, la maquetació i el format creatiu; permet incorporar fàcilment gràfics, imatges i continguts multimèdia arrossegant-los a la pantalla. A part de la interfície superior, compta amb una al costat que permet personalitzar característiques. Suporta una àmplia varietat de formats de fitxer com Word, ODT, RTF i HTML. D'altra banda, incorpora verificació ortogràfica.